# Tiếng Nisga'a
Tiếng Nisga’a (còn gọi là Nass, Nisgha, Nisg̱a’a, Nishka, Niska, Nishga, Nisqa’a) là một ngôn ngữ Tsimshian của người Nisga'a tại tây bắc British Columbia. Tiếng Nisga’a có quan hệ rất gần với tiếng Gitksan. Nhiều nhà ngôn ngữ học xem tiếng Nisga’a và Gitksan là hai phương ngữ của một ngôn ngữ Nass–Gitksan duy nhất. Chúng thường được xem như hai ngôn ngữ riêng, do sự tách biệt giữa hai nhóm dân tộc.

## Lịch sử
Nhà truyền giáo James Benjamin McCullagh đã tiên phong trong việc nghiên cứu ngôn ngữ học tiếng Nisga’a, và dịch một phần Kinh Thánh và Book of Common Prayer sang ngôn ngữ này.
Như đa phần ngôn ngữ First Nations tại British Columbia, tiếng Nisga’a là một ngôn ngữ bị đe dọa. Theo thống kê 2006, có hơn 1.000 người nói trên tổng số 6.000 người Nisga’a.

## Ngữ âm

### Phụ âm
|          |           | Môi   | Chân răng | Chân răng | Sau chân răng | Vòm   | Ngạc mềm | Ngạc mềm | Lưỡi gà | Thanh hầu |
| giữa     | cạnh bên  | Môi   | thường    | môi hóa   | Sau chân răng | Vòm   |          |          | Lưỡi gà | Thanh hầu |
| -------- | --------- | ----- | --------- | --------- | ------------- | ----- | -------- | -------- | ------- | --------- |
| Mũi      | Mũi       | m [m] | n [n]     |           |               |       |          |          |         |           |
| Tắc      | vô thanh  | p [p] | t [t]     |           |               |       | k [k]    | qu [kʷ]  | g̱ [q]   | ʻ [ʔ]     |
| Tắc      | hữu thanh | b [b] | d [d]     |           |               |       | g [ɡ]    |          |         |           |
| Tắc xát  | Tắc xát   |       | z [dz]    |           | ż [dʒ]        |       |          |          |         |           |
| Xát      | vô thanh  |       | s [s]     | ʻl [ɬ]    | š [ʃ]         | ḱ [ç] | ḵ [x]    |          |         | h [h]     |
| Xát      | hữu thanh |       |           |           |               |       | ģ [ɣ]    |          |         |           |
| Tiếp cận | Tiếp cận  |       |           | l [l]     |               | y [j] |          | w [w]    |         |           |